# فيكتوريانو لغويزامون
فيكتوريانو لغويزامون (بالإسبانية: Victoriano Leguizamón)‏ كان لاعب كرة قدم باراغواياني كان يلعب في مركز الوسط. سبق له أن لعب في كأس العالم لكرة القدم مع منتخب بلاده.

## روابط خارجية
- فيكتوريانو لغويزامون على موقع قاعدة بيانات كرة القدم.إي يو (الإنجليزية)
- فيكتوريانو لغويزامون على موقع ناشيونال فوتبول تيمز (الإنجليزية)
- فيكتوريانو لغويزامون على موقع Soccerway.com (الإنجليزية)
- فيكتوريانو لغويزامون على موقع عالم كرة القدم.نت (الإنجليزية)